# Emely van der Vliet
Emely van der Vliet (Rosmalen, 5 maart 2000) is een voetbalspeelster uit Nederland. Ze speelt als middenvelder voor NAC Breda in de Vrouwen Eredivisie.

## Carrière
Van Vliet begon met voetballen bij OJC Rosmalen. Daarna was ze ook een periode actief bij VV Nooit Gedacht. In de zomer van 2020 vertrok ze naar de Verenigde Staten om aan de Universiteit van Tennessee bij Martin te gaan studeren. Door de coronapandemie liep Van der Vliets studeerperiode vertraging op doordat ze geen visum kon krijgen. Na een aantal jaren studeren, behaalde ze haar diploma in de opleiding Sport Management. Ook studeerde Van der Vliet aan de Universiteit van Quinnipiac.
In januari 2024 tekende Van der Vliet haar eerste profcontract bij het Oostenrijkse SPG FC Lustenau / FC Dornbirn. Ze kwam twee seizoenen uit voor de Oostenrijkse club waarin ze vijf doelpunten maakte. In 2025 kwam Van der Vliet een halfjaar uit voor het Finse VIFK in de Kansallinen Liiga.
Van der Vliet keerde in augustus 2025 terug naar Nederland, waar ze een contract tekende bij NAC Breda.

## Statistieken
| Seizoen | Club                          | Competitie        | Competitie | Competitie | Beker | Beker | Overig | Overig | Totaal | Totaal |
| Seizoen | Club                          | Competitie        | Wed.       | Dlp.       | Wed.  | Dlp.  | Wed.   | Dlp.   | Wed.   | Dlp.   |
| ------- | ----------------------------- | ----------------- | ---------- | ---------- | ----- | ----- | ------ | ------ | ------ | ------ |
| 2023/24 | SPG FC Lustenau / FC Dornbirn | ÖFB-Frauenliga    | 9          | 3          | 0     | 0     | 0      | 0      | 9      | 3      |
| 2024/25 | SPG FC Lustenau / FC Dornbirn | ÖFB-Frauenliga    | 11         | 2          | 0     | 0     | 0      | 0      | 11     | 2      |
| 2025    | VIFK                          | Kansallinen Liiga | 12         | 3          | 0     | 0     | 0      | 0      | 12     | 3      |
| 2025/26 | NAC Breda                     | Eredivisie        | 0          | 0          | 0     | 0     | 0      | 0      | 0      | 0      |
| Totaal  | Totaal                        | Totaal            | 32         | 8          | 0     | 0     | 0      | 0      | 32     | 8      |

Bijgewerkt t/m 16 augustus 2025.